# Liste der Bodendenkmäler in Gerolsbach
Auf dieser Seite sind die Bodendenkmäler in der oberbayerischen Gemeinde Gerolsbach zusammengestellt. Diese Tabelle ist eine Teilliste der Liste der Bodendenkmäler in Bayern. Grundlage ist die Bayerische Denkmalliste, die auf Basis des Bayerischen Denkmalschutzgesetzes vom 1. Oktober 1973 erstmals erstellt wurde und seither durch das Bayerische Landesamt für Denkmalpflege geführt wird. Die folgenden Angaben ersetzen nicht die rechtsverbindliche Auskunft der Denkmalschutzbehörde.

## Bodendenkmäler in Gerolsbach
| Lage                                 | Objekt | Akten-Nr.     | Bild                                          |
| ------------------------------------ | --- | ------------- | --------------------------------------------- |
| Hauptstraße 24 (Standort)            | Mittelalterliche und frühneuzeitliche Befunde im Bereich der katholischen Filialkirche St. Leonhard in Strobenried.                        | D-1-7434-0155 | weitere Bilder                                |
| (Standort)                           | Viereckschanze der Latènezeit. | D-1-7434-0156 |                                               |
| (Standort)                           | Siedlung vor- und frühgeschichtlicher Zeitstellung.                                                                                        | D-1-7434-0157 |                                               |
| (Standort)                           | Mittelalterliche und frühneuzeitliche Befunde im Bereich der katholischen Filialkirche St. Maria Magdalena in Eisenhut bei Gerolsbach.     | D-1-7434-0158 |                                               |
| (Standort)                           | Grabhügel vorgeschichtlicher Zeitstellung.                                                                                                 | D-1-7434-0174 |                                               |
| (Standort)                           | Grabhügel vorgeschichtlicher Zeitstellung.                                                                                                 | D-1-7434-0175 |                                               |
| (Standort)                           | Siedlung der vorgeschichtlichen Metallzeiten.                                                                                              | D-1-7533-0033 |                                               |
| Kirchstraße 5 (Standort)             | Mittelalterliche und frühneuzeitliche Befunde im Bereich der katholischen Pfarrkirche St. Andreas in Klenau und ihrer Vorgängerbauten.     | D-1-7533-0035 |                                               |
| Dorfstraße 3 (Standort)              | Mittelalterliche und frühneuzeitliche Befunde im Bereich der katholischen Filialkirche Mariä Opferung in Junkenhofen.                      | D-1-7533-0037 |                                               |
| (Standort)                           | Grabhügel mit Bestattungen der Bronze- und der Hallstattzeit.                                                                              | D-1-7533-0078 |                                               |
| (Standort)                           | Siedlung vorgeschichtlicher Zeitstellung.                                                                                                  | D-1-7533-0078 |                                               |
| (Standort)                           | Ringwallanlage des Mittelalters. | D-1-7534-0014 |                                               |
| Kapellenweg 6 (Standort)             | Mittelalterliche und frühneuzeitliche Befunde im Bereich der katholischen Filialkirche St. Stephan in Singenbach.                          | D-1-7534-0019 |                                               |
| Alberzeller Straße 7 (Standort)      | Frühneuzeitliche Befunde im Bereich des ehemaligen Schlosses in Singenbach.                                                                | D-1-7534-0022 |                                               |
| Petershausener Straße 1 (Standort)   | Mittelalterliche und frühneuzeitliche Befunde im Bereich der katholischen Filialkirche Heilig Kreuz in Alberzell.                          | D-1-7534-0032 | Mittelalterliche und frühneuzeitliche Befunde |
| Garbertshausen 5 (Standort)          | Mittelalterliche und frühneuzeitliche Befunde im Bereich der katholischen Filialkirche St. Lambertus in Garbertshausen.                    | D-1-7534-0034 | Mittelalterliche und frühneuzeitliche Befunde |
| Sankt-Andreas-Straße 7 (Standort)    | Mittelalterliche und frühneuzeitliche Befunde im Bereich der katholischen Pfarrkirche St. Andreas in Gerolsbach und ihrer Vorgängerbauten. | D-1-7534-0046 |                                               |
| (Standort)                           | Siedlung vor- und frühgeschichtlicher Zeitstellung.                                                                                        | D-1-7534-0051 |                                               |
| Schrobenhausener Straße 6 (Standort) | Frühneuzeitliche Befunde im Bereich der katholischen Kapelle St. Salvator in Gerolsbach.                                                   | D-1-7534-0053 |                                               |
| (Standort)                           | Grabhügel vorgeschichtlicher Zeitstellung.                                                                                                 | D-1-7534-0062 |                                               |
| (Standort)                           | Siedlung des Neolithikums (Münchshöfener Kultur) und der vorgeschichtlichen Metallzeiten.                                                  | D-1-7534-0172 |                                               |
| (Standort)                           | Siedlung vor- und frühgeschichtlicher Zeitstellung.                                                                                        | D-1-7534-0176 |                                               |
| (Standort)                           | Mittelalterliche und frühneuzeitliche Befunde im Bereich der katholischen Pfarrkirche Mariä Himmelfahrt in Maria Zell bei Singenbach.      | D-1-7534-0177 |                                               |
| (Standort)                           | Burgstall des Mittelalters. | D-1-7534-0178 |                                               |
| (Standort)                           | Siedlung vor- und frühgeschichtlicher Zeitstellung.                                                                                        | D-1-7534-0180 |                                               |